# 東呉大学
東呉大学（とうごだいがく、Soochow University）は、台湾台北市にある私立総合大学。1900年にキリスト教会監理会（メソジスト派）により蘇州にて建校され、1954年に台湾で復校された。

## 概観

### 大学全体
1900年中国蘇州で創立した当時、米国の大学評議会に英語名で「Central Univresity of China（＝中国中央大学）」で登録され、その後「Soochow University（＝蘇州大学）」に改名。中国語では一貫「東呉大学」としてきた。
東呉大学の法学科、日本語学科、会計学科、政治学科、音楽学科は、台湾の私学の中では最高峰として公認されています。日本台湾交流協会は東呉大学を台湾の7名門大学の1校に紹介しました。

### 教育および研究
法律学科は長い歴史を持ち、司法試験において常に台湾のトップ3に入る実績があります。会計学科も公認会計士試験で安定した成果を挙げ、トップクラスを維持しています。日本語学科は日本語教師の養成で知られており、卒業生は台湾の大学や日系企業で広く活躍しています。政治学科では、近年リベラルな教授陣がテレビ評論などで存在感を発揮しています。音楽学科もまた、独自の教育理念で優秀な人材を育成しています。

### キャンパス

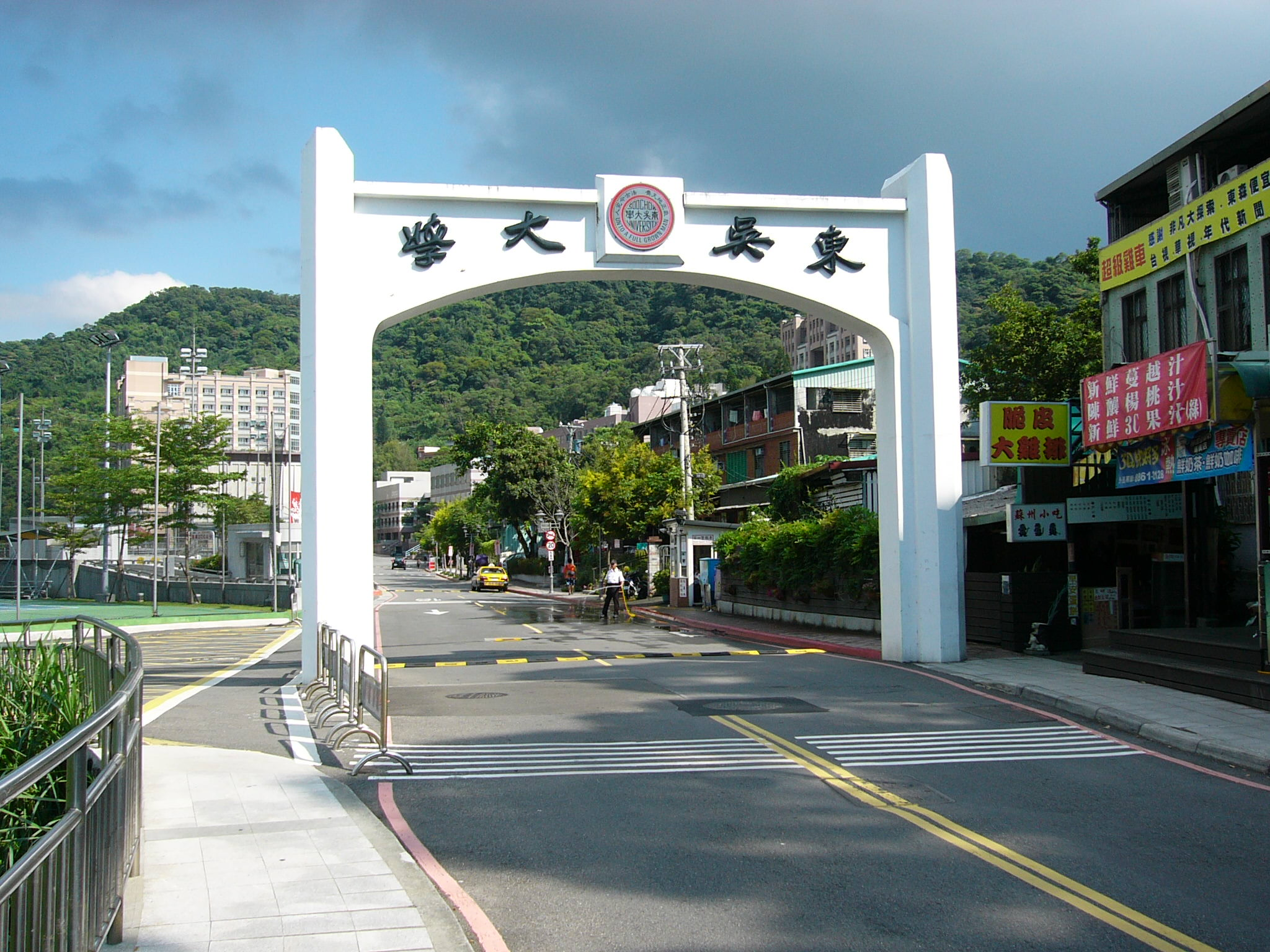
外双渓キャンパス

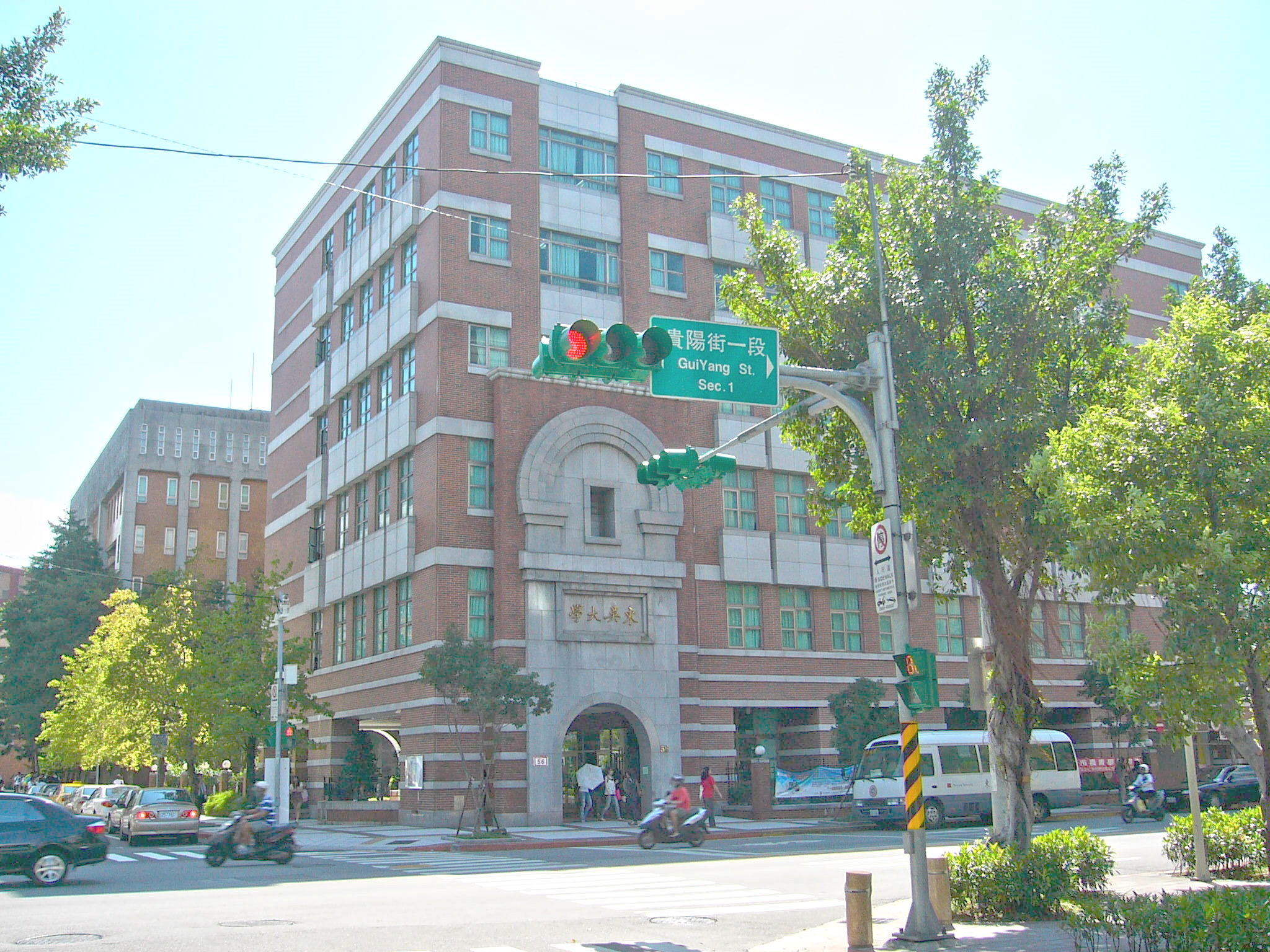
城中キャンパス

- 外双渓キャンパス（大学本部、外語学部、文学部、理学部）国立故宮博物院手前の緑豊かなキャンパス。2008年春から第一教学研究ビルと第二教学研究ビルが完成した。MRT士林駅からバスで10分(東呉大学下車)、バス停から徒歩約5分。
- 城中キャンパス（法学部、商学部、社会人教育センター）総統府、司法院から徒歩1分。

## 略歴
中国大陸時期、東呉大学は中国法学の第一名門校として広く認められていました。1949年に蒋介石政権が台湾に敗退した際、東呉大学はすぐに移転せず、蘇州に残留しました。その後、蘇州に残った施設は、現在の中国211名門校蘇州大学のキャンパスとして使用されています（両校は英語名が同じで、校徽も類似していますが、直接の淵源はありません）。
1951年から台湾では大陸系大学の「復校運動」が始まりましたが、原本アジア基督教高等教育聯合董事会（英語: United Board for Christian Higher Education in Asia）（UBCHEA）が提供した復校資金は1955年に台中で新生東海大学の設立に充てられ、東呉大学は校友の支援のみで台北にて復校の道を歩みました。1954年にまず法学部が再建され、1969年には文学部、理学部、法学部、商学部、外国語学部の5学部22系を擁する総合大学として復校されました。
東呉大学は現在、中国各地の大学とも活発に交流を行い、中国文学科や歴史学科には中国の名門大学から多くの客員教授が教壇に立っています。さらに、2005年から2008年にかけて、教育部が発表した「教育卓越計画」に選定され、日本円で約15億円の補助金を獲得し、東呉大学が優れた教育型大学として社会的に再び認められる結果となりました。

## 沿革
- 中国大陸時期

| 年     | 月 日    | 事跡                                                                                                  |
| ------ | -------- | --- |
| 1879年 | -        | 米国キリスト教会により蘇州に於いて蘇州創弁博習書院、宮巷書院、中西書院(上海)を設立。                  |
| 1900年 | 12月15日 | 3書院を合併し大学を設置『東呉大学校董会章程』を策定                                                   |
| 1901年 | 3月      | 「東呉大学堂」として開校                                                                              |
| 1901年 | 6月24日  | 英語名称をCentral University of Chinaと定める                                                         |
| 1903年 | -        | 学術雑誌『雁來紅』創刊                                                                                |
| 1904年 | -        | 医学部を設置、本楼校舎竣工                                                                            |
| 1906年 | -        | 『東呉学報』創刊                                                                                      |
| 1908年 | 7月28日  | 英語名称をSoochow Universityと変更                                                                    |
| 1910年 | -        | 神学科を設置                                                                                          |
| 1912年 | -        | 蘇州、上海及び湖州の3中学を東呉第一、第二及び第三中学とする。医科及び神学科を廃止。医学予科課程を設置 |
| 1920年 | -        | キリスト教青年会全国協会と協力し蘇州本校に体育専修科を設置                                            |
| 1927年 | -        | 文理と法科を文理学部及び法律学部に分離                                                                |
| 1928年 | -        | 女子の募集を開始                                                                                      |
| 1927年 | -        | 「私立東呉大学」と改称                                                                                |
| 1937年 | -        | 法学部に会計学科を設置日中戦争の影響により上海、湖州に避難                                            |
| 1941年 | 12月7日  | 上海租界の法学部を中国比較法学部と改称                                                                |
| 1943年 | -        | 重慶の法学部と滬江大学を統合し聨合商法学院を組織                                                      |
| 1945年 | -        | 日本の敗戦により蘇州にて「東呉大学」が復校                                                            |
| 1949年 | -        | 中国共産党軍の侵攻により外国人講師が国外避難                                                          |
| 1951年 | -        | 中国共産党による大学改編、事実上の廃校                                                                |

1. 1879年、米国キリスト教会により蘇州に於いて蘇州創弁博習書院 (Buffington Institute)、宮巷書院 (Kung Hang School) を、また上海に中西書院 (Anglo-Chinese College) を設立。
2. 1951年、中国共産党による大学改編が行われる東呉法学部を華東政法学院、会計系を上海財経学院、文学部を蘇南師範学院（後の江蘇師範学院）へ改編、事実上の廃校。現在の蘇州大学のキャンパスは当時の東呉大学のものであった。
- 蘇州時代（1900-1949）著名な出身者

- - 蔣緯国-（蘇州時代に卒業）元三軍大学学長。聯合後勤司令部（後方支援司令部）総司令。総統府顧問相。
  - 倪征燠-（蘇州時代に卒業）国際法権威。元国際司法裁判所の裁判官。
  - 楊鉄樑-（蘇州時代に卒業）元香港終審法院院長。香港の政治家。
  - 金庸-（蘇州時代に卒業）中国の小説家で、香港の『明報』とシンガポールの『新明日報』の創刊者。武侠小説を代表する作家。
  - 周宏濤-元台湾銀行常務取締役。
  - 謝東閔-元中華民国副総統、台北実踐大学の創立人。

- 台湾時期

| 年     | 月 日   | 事跡                                                                                                  |
| ------ | ------- | --- |
| 1951年 | --      | '国共内戦後、一部の教授は台湾に移り、台北に東呉大学を設置している。 台湾で「東呉補習学校」を設立する' |
| 1954年 | 7月29日 | 「私立東呉大学法学院」を台北にて復校                                                                  |
| 1956年 | -       | 中国文学部を設置                                                                                      |
| 1961年 | -       | 現所在地の外双渓にキャンパスを移転                                                                    |
| 1968年 | 7月15日 | 「東呉大学」に改称                                                                                    |
| 1970年 | -       | 理学部を設置                                                                                          |
| 1971年 | -       | 中国文化研修コースを設置し、外国人への外国語教育を開始                                                |
| 1972年 | -       | 日本語文学科設立                                                                                      |
| 1974年 | -       | 中国文学研究所を設置                                                                                  |
| 2008年 | -       | 外双渓キャンパスの第一教学研究大樓と第二教学研究大樓竣工                                              |
| 2008年 | 5月20日 | 学長劉兆玄が行政院長に就任                                                                            |

## 歴代学長
| 代    | 氏名   | 任期           |
| ----- | ------ | -------------- |
| 初代  | 石超庸 | 1957年〜1968年 |
| 第2代 | 桂崇基 | 1968年〜1969年 |
| 第3代 | 端木愷 | 1969年〜1983年 |
| 第4代 | 楊其銑 | 1983年〜1992年 |
| 第5代 | 章孝慈 | 1992年〜1995年 |
| 第6代 | 劉源俊 | 1996年〜2004年 |
| 第7代 | 劉兆玄 | 2004年〜2008年 |
| 第8代 | 黄鎮台 | 2008年〜       |

- 教員数   447人。

教授 121人、副教授 170人、助理教授 56人、講師 75人。

## 組織
研究所で取得できる学位としては、修士、博士などがある。
| | |
| - 人文と社会科学部 - 中文学科/研究所 - 歴史学科系/研究所 - 哲学学科/研究所 - 中国哲学資料室 - 哲学教学と研究室 - 政治学科/研究所 - 比較政治專攻 - 政治哲学專攻 - 国際政治專攻 - 公共行政專攻 - 欧州連合研究センター - 全球化(グローバリゼーション)研究センター - 国会研究センター - 国際連合研究センター - 社会学科/研究所 - 社会事業学科/研究所 - 音楽学科/研究所 - 鋼琴專攻 - 管楽專攻 - 弦楽專攻 - 声楽專攻 - 作曲專攻 - 打楽專攻 - 教育学科 - 人権専攻課程と研究科 - 芸術と美学研究室 - 人文社会研究室 - 外国語文学部 - 英文学科/研究所 - 日本語文学科/研究所 - ドイツ文化科(独語文と文化)/研究所 - 言語センター - 理学部 - 数学科/研究所 - 物理学科 - 物理実験室 - 普物実験室 - 化学科/研究所 - 微生物学科/研究所 - 心理学科/研究所 - 法医学専攻課程 - 緑科学と持続可能な開発専攻課程(環境学と環境教育課程) | - 法学部 - 法律学科/研究所 - 法律学專攻課程（専門職学位課程） - WTO(世界貿易機関)法律研究センター - 太空法律と応用資料センター - 実習法廷(模擬法廷) - 商学部 - 経済学科/研究所 - 会計学科/研究所 - 企業管理学科/研究所 - 国際経營と貿易学科/研究所 - 財務工程と商業数学科/研究所 - 計算機科学と情報管理学科/研究所 - 企業智能実験室 - 行動計算実験室 - 図像応用と管理実験室 - 數位(情報)企業実験室 - インターネットと通信実験室 - 資料庫実験室 - 商学進修学士課程 - 財務金融専攻課程 - テクノロジー管理専攻課程 - 商学研究発展中心 - 企業創新育成センター - 研究センター - 張仏泉人権研究センター - 附属施設 - 游芸廣場(城中キャンパス) - 表演芸術中心(外双渓キャンパス) - 錢穆故居 - 林語堂故居 - 校牧室 |

## スポーツ・サークル・伝統
伝統的な3大学科は法律学科、会計学科、日本語文学科。
東呉大学附属図書館は外双渓キャンパスの総合図書館と城中キャンパスの図書分館、蔵書数は総計700,000冊を超え、非書資料130,000件、中外文期刊2,700種、電子書刊10,000種と電子資料庫90種がある。

## 主な出身者
| | |
| - 法政界 - 蔣孝慈 - 元東呉大学学長、中華民国国民大会代表。蔣経国総統の息子。 - 城仲模 - 中華民国司法院(最高裁判所)副院長。元中華民国法務部部長。 - 白培英 - 元財政部長(1992-1993)、中原大學グループ代表。 - 王栄周 - 兆豐金控会長、元財政部次長、財政部国庫署署長、法務部調查局局長。 - 程家瑞 - 東呉大学法学部長、駐ギリシャ大使、亜州国際航空法と宇宙法学会会長、パリ国際宇宙法高等研究院院士。 - 李念祖 - 公認弁護士(中華民国、米国)、理律法律事務所副執行長。 - 呉英昭 - 元最高法院検察署検察総長。 - 呉新興 - 元駐フィリピン共和国大使、僑務委員会副主委、財団法人海基会副秘書長、国立成功大学政治経済学研究所教授。 - 頼杉桂 - 経済部中小企業処処長(2001年-)、経済部商業司副司長(1998年-2000年)。 - 蔡清祥 - 法務部檢察司司長、基隆地方法院検察署検察長。 - 葉維銓 - 中華民国総統府第一局局長、行政院研究発展考核委員会総合計画処処長、国家檔案局予備処副主任。 - 洪昭男 - 監察院監察委員、元立法院立法委員（1981年-2005年）、外交部科長、駐米国領事。 - 潘懐忠 - 台北市議員、国立陽明大学儀器センター主任、副総務長、主秘、米国国家疾病防治センター助研究員。(化学系) - 顔宗明 - 国科会新竹科学園区管理局局長、行政院研究発展考核委員会專門委員、行政院労工委員会科長。 - 劉三錡 - 元行政院主計相、教育部(文部省)会計長、育達商業学院院長。 - 謝志偉 - 行政院新聞局局長(2007-2008)、駐独大使(2005-2007)、東呉大学外国語学部部長。 - 陸潤康 - 元財政部 (中華民国)長(1984-1985)、大安銀行総裁。 - 鄭文龍 - 元財団法人法律扶助基金会秘書長、総統陳水扁弁護士 - 詹志宏 - 元行政院大陸委員会企画処長、財団法人海基会副秘書長。 - 鹿篤瑾 - 行政院主計処副主計長(2008年-) - 黄文圝 - 司法院司法人員研習所所長、司法院副秘書長(官房次官)。 - 黄水成 - 交通部 (中華民国)郵政総局設計考核委員会副主任委員、視察長。 - 胡正堯 - 外交官、駐パラグアイ大使、元駐パナマ共和国大使、駐ボリビア代表、外交部中南米司司長。 - 鄧振中 - 経済部 (中華民国)副大臣(2008年-)、駐世界貿易機関代表団副代表、駐米国副大使、行政院大陸委員会副主委。 - 卓栄泰 - 元中華民国総統府秘書長。 - 傅棟成 - 行政院大陸委員会副主委、行政院大陸委員會経済処処長。 - 蔣孝厳 - 政治家、立法院立法委員、元中華民国外務省大臣、中華民国総統府秘書長。蔣経国総統の息子。 - 許淵国 - 東呉大学、中国文化大学法学部副教授、元立法院立法委員。 - 徐鴻志 - 元桃園県県長、台湾自來水株式会社頭取、台湾產險集団頭取。 - 林政則 - 新竹市知事、元立法院立法委員、中華大学創立人。 - 徐中雄、洪玉欽、彭紹瑾、周伯倫、張清芳、鄭三元 - 立法院立法委員。 - 実業界 - 辜濂松 - 実業家、中華民国総統府顧問相。中信集団会長、最高執行役員（代表取締役）。 - 辜仲諒 - 実業家、中国信託銀行最高執行役員。 - 杜英宗 - シティグループ台湾区最高執行役員、米国のゴールドマン・サックス（Goldman Sachs）本社代表取締役、和運租車株式会社会長。 - 王金山 - 公認会計士、台湾デロイト トウシュ トーマツ会計士事務所(DeloitteTT)集団会長 - 王禄誾 - 実業家、全威国際集団、Tamarind International Limited 会長、最高執行役員。 - 王正一 - 桂冠実業会長。 - 劉文正 -台湾ブリストル・マイヤーズ株式会社(Bristol-Myers Squibb Company)社長、会計長、財務処長。 - 劉吉人 - フランクリン・テンプルトン・インベストメンツ株式会社総裁、頭取、最高執行役員、中国区首席代表、最高執行役員。 - 林秉彬 - 国際中小企業協会（IACME）副会長総裁 - 張良士 - 中華航空代表取締役。 - 張教華 - 味全食品事業群執行役員。 - 易錦銓 - 経済部科技顧問室主任、台湾水泥財務主任、和信企業集団日本事務所代表 - 何月欣 - 喬山健康科技(股)公司副会長(世界第四大の国際専門身体運動製品集団)。 - 杜総輝 - 元建弘投信株式会社社長、元統一證券株式会社社長。 - 魏永篤 - 公認会計士、台湾デロイト トウシュ トーマツ会計士事務所(DeloitteTT)総裁。 - 蔡木霖 - 台湾煙酒株式会社会長(2006年-)。 - 翁建仁 - エイサー (企業)全球資深副総裁。 - 高樹煌 - 元統一證券株式会社最高取締役。 - 高文津 - 高傑建設株式会社会長。 - 陳盛山 - 華信航空取締役会長。 - 陳調鋌 - 科準株式会社会長、元工研院電子研究所課長、国科会国家System-on-a-chip設計センター研發組長、 - 頼春田 - 公認会計士、元台湾プライスウォーターハウスクーパース事務所(PwC)所長。 - 薛明玲 - 公認会計士、台湾プライスウォーターハウスクーパース事務所(PwC)所長。 - 宋文琪 - 怡富資産管理台湾区代表取締役、JPモルガンは集団最高執行役員、怡富大中華区共同基金マーケティング部総監。 - 宋光夫 - 奇美食品、奇菱株式会社会長。 - 黄彦鈞 - ドミノ・ピザ（Domino's Pizza）台湾区最高執行役員。 - 高志誠 - 義美食品株式会社最高執行役員、元台湾連合物流株式会社最高取締役。 - 黄明富 - 中租実業株式会社会長、最高執行役員、台塑関係企業財務經理。 - 文芸・メディア界 - 王崑義 - 自由時報論説主筆 - 王淑麗 – 元TVBS文字記者、気象ニュースキャスター、三立記者。 - 王浩 - 台北市議員、中視新聞部記者。 - 朱延平 - 映画監督、テレビドラマ監督。 - 于美人 - ニュースキャスター。 - 楊志弘 – 銘伝大学マスコミュニケーション学科教授、主任、院長、元中国時報論説主筆、副編集長。 - 石怡潔 - ニュースキャスター新聞部副主任、台視ニュースキャスター、記者、環球電視台記者。 - 邱瑗 - 台湾のワシントン・ナショナル交響楽団最高経営責任者(2006年-)、カナダ・バンクーバー英皇学院(Kingston College)学務長。 - 路寒袖 - 国家文化総会《新活水》編集長（2005-）、台湾日報副編集長と芸文中心主任（1995-2005）、国家台湾文学館の《台湾文学館通訊》編集長（2003-2004） - 施福珍 - 児童文学作家、鐸聲奨音楽教育特別貢献賞(1988)。 - 阿盛 - 中国時報文学副刊編集、名作家。 - 黄致祥 - 英文中国郵報社(China Post)社長と發行人。 - 張乾琦 - 写真家、マグナム・フォト(Magnum Photos)会員、世界写真大賞優秀賞(World Press Photo)、W.Eugene Smith Award受賞。 - 廖福順 - 中天放送新聞部主任。 - 周盛淵 - 中時集団総裁、中国時報元会長、中天放送元会長、台湾の中国電視公司元社長。 - 陳静蘭 - 年代放送新聞ニュースキャスター、元台湾放送新聞部記者、中天放送記者。 - 陳中申 - 音楽家、台北市立国楽団指揮(1992-2003)、1992年全国十大傑出青年、1998年中興文芸奨音楽賞。 - 顔蘭権 - 映画監督、《無米樂》(2004))、《地震紀念冊》(2002)。 - 蔡郁潔 - 東森晨間新聞ニュースキャスター、元TVBS新聞部記者、華視新聞部記者。 - 顧名儀 - TVBS新聞ニュースキャスター、UFO放送電台記者、新聞編集。 - 萬仁 – 映画監督、台湾ニューシネマ派の映画監督之一。 - 蘇顯達 - 台北愛楽管弦楽団首席ヴァイオリン奏者。 - 蕭裔芬 - 中天新聞ニュースキャスター、鴻海精密工業集団総裁の特助、財団法人永齡教育慈善基金会。 - 葉佳修 - 作曲人、台湾校園民謠の奠基人。 - 姚若龍 - 作詞人、総計四百曲。 - 李聖杰、阮丹青、劉謙 – 芸能人。 - 林容瑄 - 芸能人、元「黑澀會美眉」構成員。 | - 学術界 - 王韶濱 - 国立中興大学会計学研究所助教授、元智大学助理教授 - 王毓正 - 国立成功大学法学科、研究所教授 - 王偉勇 - 国立成功大学中国文学科、研究所所長、東呉大学総務長、主任秘書 - 呂炳寬 - 東海大学 (台湾)公行学部助教授、前中台科技大学准教授 - 周天 - 中原大学財経法学部長 - 周質平 - 米国のプリンストン大学東亜研究センター(East Asian Studies Program)、教授 - 許舒翔 - 環球技術学院学長 - 李肇修 - 国立台南芸術大学学長(2007-) - 李金城 - 国立高雄師範大学中文系教授 - 李復甸 - 世新大学法学部院長 - 李玲玲 - 東呉大学法学部民法教授 - 李奭学 - 中央研究院中国文哲研究所副研究員 - 邱志淳 - 世新大学行政管理学部助教授 - 江惜美 - 銘伝大学応用中文系教授、台北市立教育大学語文教育系教授、輔導組主任。 - 呉重礼 - 中央研究院政治学研究所研究員、元国立中正大学政治学部教授 - 呉明上 - 義守大学マスコミュニケーション学科准教授 - 胡楚生 - 国立中興大学中文学系教授、元シンガポール共和国南洋大学(シンガポール国立大学に改称)助教授 - 尹章華 - 国立台湾海洋大学法律学研究所長、財団法人消費者文教基金会最高執行役員、消費者報導雑誌社社長 - 余啓民 - 東森国際放送集団取締役と法務部長、東呉大学法学准教授 - 武永生 - 銘伝大学法学部院長 - 林誠二 - 前国立中興大学法学部長、東呉大学法学民法教授 - 林瓊珠 - 東呉大学政治系助教授 - 林建隆 - 東呉大学英文系教授、詩人 - 楊楨 - 東呉大学法律系教授、元法学部長、元東呉大学発展処長 - 張五岳 - 淡江大学中国大陸研究所(国際地域研究専攻)教授 - 張火慶 - 国立中興大学中文学系教授 - 張堂錡 - 国立政治大学中国語文学部助教授 - 張曉風 - 国立陽明大学教授、国家文芸奨受賞、中国時報文学奨受賞、聯合報文学奨受賞、中山文芸奨受賞 - 張曼娟 - 東呉大学中国語文学部教授、元香港中文大学助教授、教育部「文芸創作」小說首賞、中華文学奨首賞 - 馬君梅 - 東呉大学副学長、会計学部主任 - 廖玉蕙 - 国立台北教育大学語文と創作学部副教授、中国文芸協会文芸奨章受賞、中山文芸創作奨受賞、中興文芸奨章受賞 - 曾育裕 - 国立台北護理学院副学長、元総務長、元学務長 - 廖文煥 - 中国文化大学法学部長、教授 - 廖森茂 - 中原大学電子学部長、教授 - 莊修田 - 中原大学室内設計学科副教授、台湾室内空間設計学会(創会)理事長 - 徐仁輝 - 世新大学経済学部長、元台北県政府財政局局長 - 趙順文 - 元国立台湾大学日本語文学部学部長 - 蔡定平 - 国立台湾大学、国立中正大学物理学部教授、SPIE、OSA 院士 - 蔡志方 - 国立成功大学財経法学研究所長(首位創系)、東呉大学法学部行政法専攻教授 - 潘維大 - 東呉大学法学部長、教授、元学生事務処長 - 潘秀菊 - 国防大学国防管理学院法律学系主任、教授 - 游志誠 - 国立彰化師範大学中国語文学部長、教授 - 孫同文 - 元香港中文大学政治と行政学部助教授(1992-1996年)、国立曁南国際大学公共行政学部教授 - 胡龍騰 - 世新大学行政管理学部教授。 - 程明修 - 東呉大学法学部行政法專攻助教授。 - 黄介正 - 淡江大学米国研究所(国際地域研究専攻)教授。 - 黄常仁 - 国立高雄大学法律系教授、元主任。 - 黄煥栄 - 銘伝大学公共事務学系教授、主任。 - 黄紹梅 - 国立台湾師範大学僑生先修班中国文學学系教授。 - 袁鶴翔 - 香港中文大学英語系主任、教授、元国立政治大学、国立台湾大学、東呉大学講座教授。 - 袁鶴齡 - 国立中興大学国際政治学研究所教授、中華台商研究学会副理事長、財団法人夏潮学会理事、若水堂図書会社総監、東海大学 (台湾)教授 - 董保城 - 国立政治大学総務長、法学部教授 - 詹炳耀 - 国立雲林科技大学テクノロジー法律研究所助教授 - 卓惇慧 - 文藻外語学院英国語文学系教授 - 陳子平 - 東呉大学法学部刑法教授 - 陳立剛 - 東呉大学政治学部准教授、元東呉大学発展処長 - 陳俊宏 - 東呉大学政治学部助教授 - 陳俊明 - 理論と政策季刊誌の総編集長、国家發展研究院研究部長、世新大学行政管理学部教授 - 陳麗君 - 国立成功大学 台湾文学科助教授 - 陳瑞崇 - 東呉大学政治学部副教授 - 陳美華 - 東海大学 (台湾)社会系助教授 - 陳炳崑 - 世新大学日文系主任 - 蔣美華 - 国立彰化師範大学中国語文学部教授 - 蘇文郎 - 元国立政治大学日本語文学部学部長 - 蘇伯顯 - 国立政治大学企業経営学部教授、元公企中心主任 - 鍾芳珍 - 淡江大学日本語文学系副教授、成人教育部日本語中心主任 - 羅清俊 - 国立台北大学公共行政と公共政策学部助教授、淡江大学公共行政学部助教授、中台科技大学講員 - 劉兆祐 - 国立台北大学、台北市立師範学院教授、主任、所長、東呉大学講座教授 - 劉詠儀 - 米国のクリーブランド州立大学(オハイオ州)マスコミュニケーション学科准教授 - 劉如熹 - 国立台湾大学化学系教授、工業技術研究院工業材料研究所副研究員、研究員、主任 - 劉書彬 - 東呉大学政治学部准教授、樹徳科技大学助教授 - 鄭冠宇 - 東呉大学法学部助教授、元中華比較法学会秘書長、台湾の中国文化大学法学部助教授 - 閻振瀛- 国立成功大学外文系教授、元文学部院長 - 中川仁 - 明海大学外国語学部・大学部応用言語学研究科教授 - 原田拡帝- 大同大学日文系教授、元文学部院長 |

## 他大学との協定
- 関西学院大学と交流協定加盟
- 明治学院大学と交流協定加盟
- 慶応義塾大学と交流協定加盟
- 同志社大学と交流協定加盟
- 上智大学と交流協定加盟
- 筑波大学と交流協定加盟
- 神戸大学と交流協定加盟
- 青山学院大学と交流協定加盟
- 学習院大学と交流協定加盟
- 西南学院大学と交流協定加盟
- 愛知大学と交流協定加盟
- 一橋大学言語社会研究科と外国語文学院との間で交流協定
- 奈良女子大学と外国語文学院との間で交流協定
- 大東文化大学と交流協定加盟
- 中央大学と交流協定加盟
- 拓殖大学と交流協定加盟
- 明海大学と交流協定加盟
- 宮崎大学教育文化学部と外国語文学院の間で交流協定
- 名古屋大学国際言語文化研究科と外国語文学院の間で交流協定
- 名古屋大学法学部と法学院の間で交流協定
- 東北大学と交流協加盟
- 大阪大学法学部と法学院との間で交流協定
- 埼玉大学経済学部と商学院の間で交流協定
- 東京音楽大学と交流協定加盟
- 獨協大学と交流協定加盟
- 高千穂大学と中国語研修受入れ
- 韓国崇実大学校（ソウル市）と交流協定
- 韓国延世大学と交流協定加盟
- 韓国釜山大学と交流協定加盟
- 韓国慶北大学校法学部と交流協定
- 東呉大学国際企画交流